# Siloe Community
Siloe Community är en gemenskap i Lesotho.   Den ligger i distriktet Mohale's Hoek District, i den västra delen av landet, 80 km söder om huvudstaden Maseru.